# 絶体絶命 (アルバム)
『絶体絶命』（ぜったいぜつめい）は、RADWIMPSのメジャー4枚目、通算6枚目のスタジオ・アルバム。2011年3月9日にEMIミュージック・ジャパンから発売された。

## 背景とリリース
前作『アルトコロニーの定理』からは約2年ぶりのリリース。 前作以降に発売されたシングルのうち、11枚目シングル「マニフェスト」は未収録となっている。アルバムタイトルの「絶体絶命」は「糸色（いとしき）体（からだ）糸色（いとしき）命（いのち）」という意味を持たせている。
初回盤と通常盤の全2形態で発売。初回盤のブックレットは全16枚の透明シートで構成され、14枚の透明シートに歌詞が、残り2枚にタイトルやバンド名、クレジットが印刷される。

## 批評
『ロッキング・オン』の古河晋は、「これは、あなたの期待に最大限に応えてくれる大傑作だと保証する。」と言い切り、このアルバムのテーマについては「自分が生きている意味。そんなものはない。という当たり前の答えの先にある無数のグチャグチャの答えを、1枚のアルバムの中でシンプルに具体的にストレートに正直に音楽にすること。今までのラッドの音楽においても心臓部にあったもの。この『絶体絶命』というアルバムでは、その心臓がそのまま真空パックされて届けられる。」とコメントした。

## 収録内容
| 全作詞・作曲: 野田洋次郎、全編曲: RADWIMPS。 |                                          |            |            |      |
| #                                            | タイトル                                 | 作詞       | 作曲・編曲 | 時間 |
| 1.                                           | 「DADA（dadadada Ver.）」                | 野田洋次郎 | 野田洋次郎 | 3:50 |
| 2.                                           | 「透明人間18号」                         | 野田洋次郎 | 野田洋次郎 | 4:25 |
| 3.                                           | 「君と羊と青」                           | 野田洋次郎 | 野田洋次郎 | 2:42 |
| 4.                                           | 「だいだらぼっち」                       | 野田洋次郎 | 野田洋次郎 | 6:03 |
| 5.                                           | 「学芸会」                               | 野田洋次郎 | 野田洋次郎 | 4:36 |
| 6.                                           | 「狭心症」                               | 野田洋次郎 | 野田洋次郎 | 6:50 |
| 7.                                           | 「グラウンドゼロ」                       | 野田洋次郎 | 野田洋次郎 | 4:28 |
| 8.                                           | 「π」                                    | 野田洋次郎 | 野田洋次郎 | 3:22 |
| 9.                                           | 「G行為」                                | 野田洋次郎 | 野田洋次郎 | 4:02 |
| 10.                                          | 「DUGOUT」                               | 野田洋次郎 | 野田洋次郎 | 4:22 |
| 11.                                          | 「ものもらい」                           | 野田洋次郎 | 野田洋次郎 | 5:18 |
| 12.                                          | 「携帯電話（Cat Ver.）」                 | 野田洋次郎 | 野田洋次郎 | 4:25 |
| 13.                                          | 「億万笑者」                             | 野田洋次郎 | 野田洋次郎 | 4:36 |
| 14.                                          | 「救世主」                               | 野田洋次郎 | 野田洋次郎 | 6:21 |
| 15.                                          | 「ツクツク法師」(シークレット・トラック) | 野田洋次郎 | 野田洋次郎 | 9:09 |
| 合計時間:                                    | 合計時間:                                | 74:39      |            |      |

## 収録曲
1. DADA（dadadada Ver.）
12thシングル表題曲。シングルバージョンと違い、楽器のティンバレスを使用したイントロが追加されている。
2. 透明人間18号
ツアーの1公演でのみ演奏される事がある。
「Road to Catharsis Tour 2018」2018年6月1日の三重県営サンアリーナ公演、「ANTI ANTI GENERATION TOUR 2019」2019年6月23日のZOZOマリンスタジアム公演にて演奏されている。
3. 君と羊と青
2011年NHKサッカーテーマソング。曲名は歌詞にも登場する「群青」を分解したものとなっている。
MVが存在する。コマ撮りを多用しており、RADWIMPS本人の他、女優・ファッションモデルの小松菜奈（当時中学3年生）が出演している。
リリース以降一部を除き、ほとんどのライブで演奏されている。
4. だいだらぼっち
「だいだらぼっち」とは日本各地に伝わる妖怪のことである。
5. 学芸会
6. 狭心症
13thシングル表題曲。
7. グラウンドゼロ
アメリカ同時多発テロ事件関連地の正式名称としてはグラウンド・ゼロと中点が入り異なる。リリースツアーも含め、当アルバムの中で唯一ライブでは一度も披露されていない。理由としては、ドラム音を早送りしている部分があり、それを山口が実際に演奏することが不可能だったから。
8. π
ギリシャ文字で「パイ」と読む。
9. G行為
歌詞中で表現されているが、「自慰行為」になぞらえている。
10. DUGOUT
11. ものもらい
リリースツアーも含めライブでは一度も披露されていなかったが、2022年12月27日のボクンチ会員限定イベント「ボクンチ忘年会2022」にて1番のみピアノで弾き語られた。楽曲の複雑な転調に「難しすぎる」と野田は語った。2023年の「BACK TO THE LIVE HOUSE TOUR」で満を持してライブ初披露された。
12. 携帯電話（Cat Ver.）
10thシングル曲のアルバムバージョン。
ヴァイオリン部分は斎藤ネコが担当している。そのため、ネコ(Cat)Ver.である。
13. 億万笑者
「おくまんしょうじゃ」と読む。モチーフとされた四字熟語は「億万長者」
14. 救世主
2009年のアルバムツアー「イルトコロニーTOUR 09」にて「37458」を披露する前に、ワンフレーズのみ歌われていた。
15. ツクツク法師
開始から無音が続き、8分21秒あたりから本曲「ツクツク法師」が流れる。シークレットトラック。「絶体延命」ツアーでもアンコールで披露されることが多かった。

## ツアー
本作を携えたライブツアー「RADWIMPS 絶体延命ツアー」が27都市37公演で行われ、後にツアー映像を納めたライブビデオ『絶体延命』が発売された。

### スケジュール
4月1日(金) 郡山Hip Shot Japan（延期）
4月3日(日) 山形ミュージック昭和 Session（延期）
4月5日(火) 盛岡CLUB CHANGE WAVE（延期）
4月9日(土) Zepp Sendai（延期）
4月10日(日) Zepp Sendai（延期）
4月12日(火) 函館金森ホール
4月14日(木) 帯広MEGA STONE
4月16日(土) Zepp Sapporo
4月17日(日) Zepp Sapporo
4月23日(土) マリンメッセ福岡
4月29日(金・祝) さいたまスーパーアリーナ
4月30日(土) さいたまスーパーアリーナ
5月4日(水・祝) 浜松窓枠
5月7日(土) 名古屋日本ガイシホール
5月8日(日) 名古屋日本ガイシホール
5月12日(木) 岐阜club-G
5月14日(土) 滋賀U★STONE
5月16日(月) 福井響のホール
5月19日(木) 松山市総合コミュニティセンター キャメリアホール
5月21日(土) 岡山オレンジホール
5月23日(月) 高知BAY5 SQUARE
5月28日(土) 神戸ワールド記念ホール
5月29日(日) 神戸ワールド記念ホール
6月3日(金) 宮崎WEATHER KING
6月5日(日) 大分T.O.P.S BittsHALL
6月7日(火) 佐賀GEILS
6月9日(木) 山口海峡メッセ下関展示見本市会場
6月14日(火) 横浜アリーナ
6月15日(水) 横浜アリーナ
6月19日(日) 広島グリーンアリーナ
6月23日(木) 長野CLUB JUNK BOX
6月25日(土) 新潟LOTS
6月29日(水) Zepp Tokyo
6月30日(木) Zepp Tokyo
7月5日(火) 大阪城ホール
7月6日(水) 大阪城ホール
7月19日(火) 沖縄コンベンションセンター展示棟
7月26日(火) 盛岡CLUB CHANGE WAVE（振替公演）
7月28日(木) 山形ミュージック昭和 Session（振替公演）
7月30日(土) 郡山Hip Shot Japan（振替公演）
8月2日(火) Zepp Sendai（振替公演）
8月3日(水) Zepp Sendai（振替公演）
東北公演は東日本大震災の影響で延期された。